# ウィリアム・ターナー・シセルトン＝ダイアー

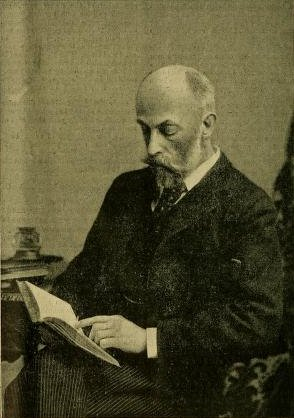
ウィリアム・ターナー・シセルトン＝ダイアー

ウィリアム・ターナー・シセルトン＝ダイアー（Sir William Turner Thiselton-Dyer KCMG FRS FLS、1843年7月28日 –  1928年12月23日）は、イギリスの植物学者である。キューガーデンが王立植物園となった後の3代目の園長を務めた。

## 略歴
ロンドンに生まれた。父親は医師で母親は植物愛好家であった。キングス・カレッジ・ロンドンで学んだ後、1863年からオックスフォード大学のクライストチャーチで数学、自然科学を学んで1867年に卒業した。
サイレンセスターの王立農業大学（Royal Agricultural College）の博物学の教授、ダブリンのアイルランド農業大学（Royal College of Science for Ireland ）の植物学の教授を務め、1872年にキューガーデンの園長ジョセフ・ダルトン・フッカーの推薦で王立園芸協会の教授に任じられた。
1875年に、フッカーのもとでキューガーデンの副園長となり、その後30年間に渡ってキューガーデンで働いた。イギリスの植民地で栽培する有用植物の研究を行い、スリランカやマレー半島にゴムノキの導入や、トリニダードとのカカオをスリランカのプランテーションに導入するのに功績があった。
1877年にキューガーデンに国際的な研究所を設立する資金を与えられ、自らの資金とともに研究所を設立し、ヨーロッパ有数の研究機関となった。1881年に高山植物のコレクションが寄贈されると新しいロックガーデンを設計した。
1880年にチャールズ・ダーウィンとジョージ・ベンサムの推薦で王立協会のフェローに選ばれ、1885年にフッカーが引退した後、1905年までキューガーデンの園長を務めた。
1887年から1890年の間、キングス・カレッジ・ロンドンのフェローに任じられ、1900年のパリ万国博覧会、1904年のセントルイス万国博覧会のロイヤル・コミッショナーを務めた。主な編書、著作には『ケープ植民地、熱帯アフリカの植物』（Flora Capensis and of the Flora of Tropical Africa）や『キュー植物園植物目録』（Index Kewensis :1905）や 、友人のヘンリー・トリメン（Henry Trimen）と共著の 『ミドルセックスの植物』（Flora of Middlesex :1869）などがある。フッカーの娘と結婚し、一男一女をもうけた。
1899年に聖マイケル・聖ジョージ勲章（KCMG）を受勲し、1892年にニュー・サウス・ウェールズ王立協会（Royal Society of New South Wales ）のクラーク・メダルを受賞した。